# St Asaph
St Asaph (in gallese Llanelwy) è una città del Regno Unito, in Galles settentrionale, nella contea del Denbighshire.
Nel 2001 contava 3 491 abitanti.
È stata sede dell'antica diocesi di Saint Asaph, soppressa nel 1581, a cui è succeduta l'omonima diocesi anglicana; vi si trova la cattedrale di St Asaph, la più piccola di tutto il Regno Unito, costruita nel XIV secolo e dedicata al monaco bretone Sant'Asaph, suo secondo arcivescovo. Vescovo di St Asaph fu anche il filosofo Adamo del Petit-Pont.
La cittadina si trova a poca distanza dalla città turistica rivierasca di Llandudno, sulla costa del mar d'Irlanda, e dal castello storico di Rhuddlan.
Dal 1972 vi si svolge il "Festival internazionale musicale del Galles settentrionale" (Gŵyl Gerdd Ryngwladol Gogledd Cymru), durante il quale si propongono brani di musica classica all'interno della cattedrale.